# Bispebjerg Hospital
Bispebjerg Hospital er i dag slået sammen med Frederiksberg Hospital og hedder Bispebjerg og Frederiksberg Hospital (ofte forkortet BFH). Hospitalet ligger i bydelen Bispebjerg i København og hører under Region Hovedstaden. Bispebjerg Hospital blev indviet 19. september 1913, og har i dag 3.000 medarbejdere.
Hospitalet er områdehospital for planlægningsområdet Byen, der omfatter Frederiksberg og størstedelen af Københavns Kommune med i alt ca. 400.000 borgere.. Desuden indgår det i samarbejdet Københavns Universitetshospital. 1. januar 2012 blev Bispebjerg Hospital administrativt fusioneret med Frederiksberg Hospital.

## Sygehusapotek
En afdeling af sygehusapoteket Region Hovedstadens Apotek er beliggende på Bispebjerg og Frederiksberg Hospital. Hospitalsapotekets personale leverer bl.a. medicin og andre farmaceutiske ydelser til Bispebjerg og Frederiksberg Hospital.

## Forskning
Forskningsmiljøerne på Bispebjerg og Frederiksberg Hospital omfatter flere faggrupper, som forsker i mange specialområder. Lige fra hvordan man kan behandle og forebygge sygdomme ved at udnytte idrætsfolks tilpasningsevne, til hvordan man kan forhindre hudkræft, fremkaldt af sollyset.

## Specialiserede funktioner
Hospitalet varetager mere specialiserede funktioner som for eksempel udredning af patienter med lungekræft for i alt ca. 860.000 borgere inden for planlægningsområderne Syd og Byen. Og inden for hjertebehandling udfører hospitalet KAG undersøgelser og pacemaker implantater i samarbejde med Rigshospitalet.
Desuden findes en stor hudafdeling på hospitalet, der har en større forskningsaktivitet

## Akkreditering af Bispebjerg Hospital
Bispebjerg Hospital er i 2002, 2005, 2008 og 2011 blevet akkrediteret ved Joint Commission International (JCI) samt i 2012 ved Den Danske Kvalitetsmodel (DDKM), og lever således op til et international kvalitetsniveau for hospitaler.

## Nyt Bispebjerg Hospital
Frem mod 2027 udvides hospitalsbygningerne ved nybyggeri af 121.000 m². Frederiksberg Hospital nedlægges.

## Galleri
- 1954
- 1954
- 1970
- 1962

### Fodnoter
1. ↑  Jubilæumsbog
2. ↑  "Kort over optagområdet". Arkiveret fra originalen 3. februar 2013. Hentet 16. maj 2008.
3. ↑  "Akkreditering af Bispebjerg Hospital". Arkiveret fra originalen 31. august 2013. Hentet 16. maj 2008.
4. ↑  "Nyt Hospital og Ny Psykiatri Bispebjerg". Magasinet KBH.